# Ataque Chosen-ciphertext
Un ataque de texto cifrado (CCA) es un modelo de ataque para criptoanálisis en el que el criptoanalista recopila información, al menos en parte, al elegir un texto cifrado y obtener su descifrado bajo una clave desconocida.
Cuando un sistema criptográfico es susceptible al ataque de texto cifrado elegido, los implementadores deben tener cuidado de evitar situaciones en las que los atacantes puedan descifrar los textos cifrados seleccionados (es decir, evitar proporcionar un esquema de descifrado). Esto puede ser más difícil de lo que parece, ya que incluso los textos cifrados parcialmente seleccionados pueden permitir ataques sutiles. Además, algunos sistemas de cifrado (como RSA) utilizan el mismo mecanismo para firmar mensajes y descifrarlos.  Esto permite ataques cuando el hashing no se utiliza en el mensaje que se va a firmar. Un mejor enfoque es utilizar un sistema de cifrado que sea seguro contra ataques de texto cifrado seleccionado, que incluya (entre otros) RSA-OAEP, Cramer-Shoup y muchas formas de cifrado simétrico autenticado.